# Митчелл, Стивен
Сти́вен Ми́тчелл (англ. Steven Mitchell; род. 12 апреля 1989) — шотландский кёрлингист.

## Достижения
- Чемпионат мира по кёрлингу среди юниоров: серебро (2010).
- Чемпионат Шотландии по кёрлингу среди юниоров: золото (2009, 2010).

## Команды
| Сезон   | Четвёртый    | Третий           | Второй         | Первый         | Запасной                                   | Турниры                       |
| ------- | ------------ | ---------------- | -------------- | -------------- | ------------------------------------------ | ----------------------------- |
| 2008—09 | Грэм Блэк    | Алли Фрейзер     | Стивен Митчелл | Thomas Sloan   | Глен Мёрхэд (ЧМЮ) тренер: Алан Ханна       | ЧШЮ 2009 · ЧМЮ 2009 (9 место) |
| 2008—09 | Iain Watt    | Грэм Блэк        | Стивен Митчелл | Andrew Dolman  |                                            | ЧШМ 2009 (7 место)            |
| 2009—10 | Алли Фрейзер | Стивен Митчелл   | Скотт Эндрюс   | Kerr Drummond  | Blair Fraser (ЧМЮ) тренер: Thomas Brewster | ЧШЮ 2010 · ЧМЮ 2010           |
| 2010—11 | Iain Watt    | Alan Smith       | Sandy Christie | Стивен Митчелл |                                            |                               |
| 2011—12 | Логан Грей   | Alasdair Guthrie | Стивен Митчелл | Sandy Gilmour  |                                            | ЧШМ 2012 (7 место)            |
| 2012—13 | Глен Мёрхэд  | Дэвид Рид        | Стивен Митчелл | Kerr Drummond  |                                            | ЧШМ 2013 (5 место)            |

(скипы выделены полужирным шрифтом)